# Pudrija
Pudrija (bulgariska: Пудрия) är ett distrikt i Bulgarien.   Det ligger i kommunen Obsjtina Krivodol och regionen Vratsa, i den västra delen av landet, 70 km norr om huvudstaden Sofia.
Omgivningarna runt Pudrija är en mosaik av jordbruksmark och naturlig växtlighet. Runt Pudrija är det ganska glesbefolkat, med 48 invånare per kvadratkilometer.